# WebCT
 (mars 2018).
Si vous disposez d'ouvrages ou d'articles de référence ou si vous connaissez des sites web de qualité traitant du thème abordé ici, merci de compléter l'article en donnant les références utiles à sa vérifiabilité et en les liant à la section « Notes et références ».
WebCT est une plate-forme d'apprentissage en ligne américaine largement adoptée par de nombreuses universités et collèges dans le monde.
Elle fut le premier logiciel de ce type à dominer le marché.

## Historique
WebCT a été développée par l'informaticien Murray W. Goldberg à l'Université de la Colombie-Britannique. À la suite de recherche sur l'application des technologies Web à la pédagogie, Goldberg constata que la satisfaction et la performance académique pourraient être grandement améliorées par des systèmes fondés sur des pages Web. Il développa la première version de WebCT.
En 1997, il fonda la société WebCT technologies éducatives pour garantir le développement du logiciel éducatif. Goldberg développa la société jusqu'en 1999, puis la société fut achetée par ULT (Universal Learning Technology). Cette société, basée à Boston, était dirigée par Carol Vallone. 
En février 2006, WebCT fut acquise par son rival Blackboard.  À terme, le nom WebCT devrait disparaître au profit du nom Blackboard.
WebCT fut la première plateforme pédagogique à rencontrer un succès auprès des établissements d'enseignement.